# 打書釘
參數所指定的目標頁面不存在，建議更正成存在頁面或直接建立下列一個頁面（建立前請先搜尋是否有合適的存在頁面可以取代）：
- 打書釘 (電台節目)

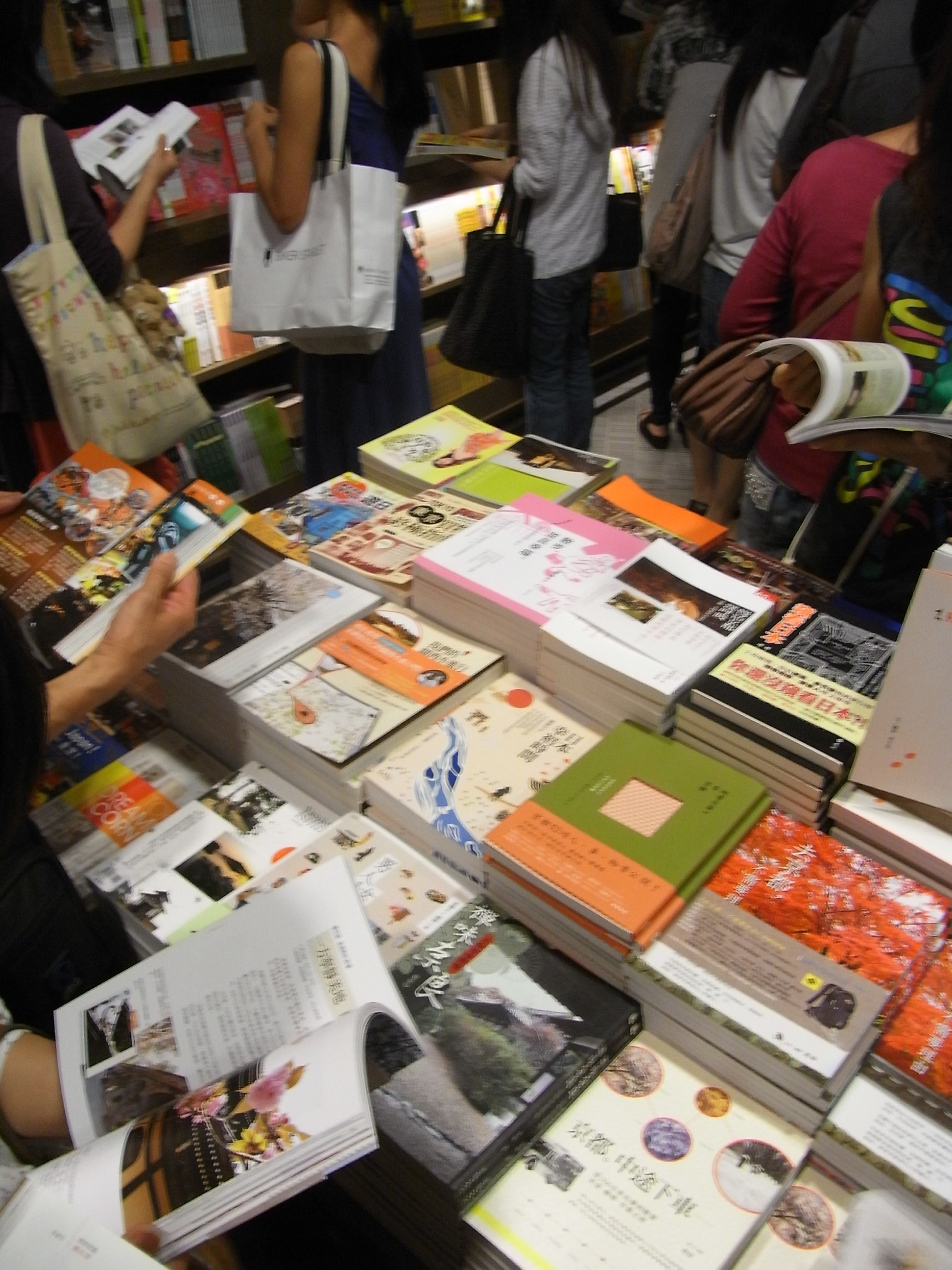
站著看白書是書店常見的風景之一。此圖僅為示意。

打書釘，也稱為看白書，是指在書店內長時間閱讀一本書或雜誌的內容，希望在不購買書本下看完一本書的意思。讀者通常會找一些頁數較少、內容以圖片為主或內容較消閒性的書籍來打書釘。也有些讀者是透過打書釘閱讀內容來決定該書是否值得購買。「打書釘」為香港使用的稱呼，現代標準漢語則稱為「看白書」。
假如讀者都選擇打書釘，書店、作家和出版社就很難生存。為了防止打書釘，一些出版社、發行商或書店會在書籍或雜誌加上膠袋，令顧客不能打書釘，其中以雜誌較常見。但設有咖啡室的書店，則歡迎顧客打書釘，因為顧客會邊喝咖啡邊看書，打書釘可增加咖啡室的生意。也有些書店認為打書釘不會影響生意，而設置座位供顧客打書釘。